# Mitsuke-juku

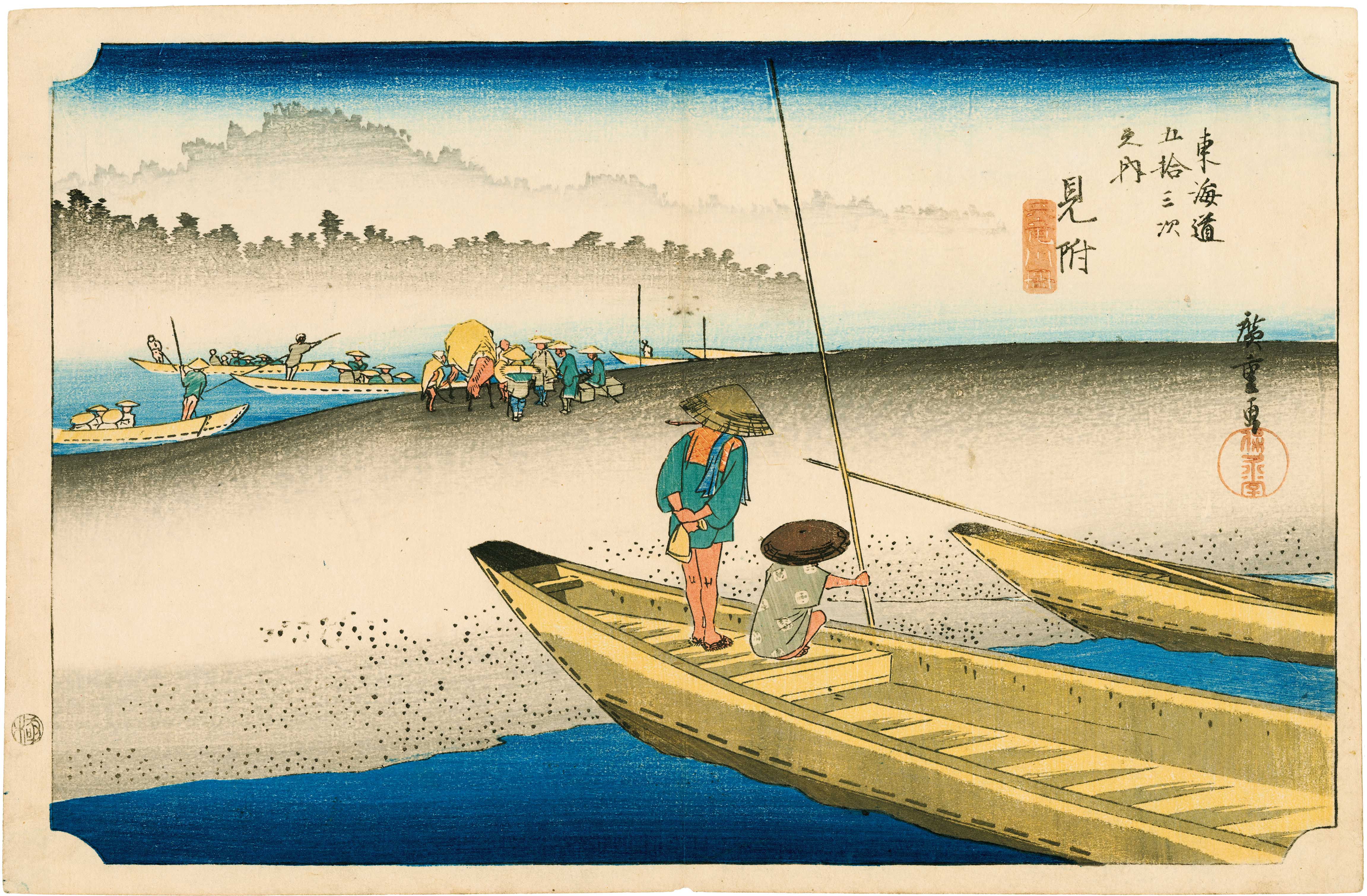
Stacja w latach 30. XIX wieku, Hiroshige Andō

Mitsuke-juku (jap. 見附宿 Mitsuke-juku) – dwudziesta ósma z 53 stacji szlaku Tōkaidō, położona nad rzeką Tenryū, obecnie w mieście Iwata, w prefekturze Shizuoka w Japonii.